# إي بيونغ تشول
إي بيونغ تشول (2 فبراير 1910 - 19 نوفمبر 1987) مؤسس مجموعة سامسونج وواحد من رجال الأعمال الأكثر نجاحًا في كوريا الجنوبية.

## حياته
درس في الجامعة في طوكيو ولكنه لم يكمل دراسته بسبب وفاة والده، فعاد إلى مسقط رأسه وفتح مطحنة أرز ثم قام بتاسيس عمل واسمى
الشركة سامسونج (و التي تعني الثلاث نجمات) والذي يفسر علامة سامسونج التجارية في البداية.
بالرغم من المشاكل التي تسبب بها الحكم الياباني لكوريا، عام 1945 كانت سامسونج تنقل البضائع عبر كوريا وبلاد أخرى، أصبح مقر الشركة في سيول عام 1947 , ومع بدء الحرب الكورية 1950 أصبحت سامسونج ضمن أكبر 10 شركات في البلد.
مع استيلاء كوريا الشمالية على سيول، انتقل مقر الشركة إلى بوسان حيث مركز القوات الأمريكية، وعادت الحرب بالفوائد الكبيرة على الشركة.
عام 1953 اشتغلت الشركة بالسكر واستفاد ليو من العوائد لفتح شركات أخرى وأصبحت الشركة تتاجر بالمنسوجات والسيارات والتامين وأقسام المخازن والكترونيات المستهلك.
تولى ليو منصب رئيس الصناعات الكورية الفيدرالية وكان مشهور بانه أغنى رجل في كوريا.